# Winifred Holtby
Winifred Holtby (23 juin 1898–29 septembre 1935) est une romancière et journaliste anglaise, désormais principalement connue pour son roman South Riding, qui a été publié à titre posthume en 1936.